# The Urethra Chronicles
The Urethra Chronicles è un documentario sulla pop punk band californiana blink-182, pubblicato il 2 maggio 2000 nei formati DVD e VHS. In seguito, è stato pubblicato nel 2002 The Urethra Chronicles II: Harder Faster Faster Harder.